# Carl Bohm
Ne doit pas être confondu avec Karl Böhm ou Henry Cooper.
Pour les articles homonymes, voir Böhm.
Carl Bohm (également connu sous le nom Henry Cooper [pseudonyme] et Karl Bohm) (né le 11 septembre 1844 et mort le 4 avril 1920) est un pianiste et compositeur allemand.
Bohm est considéré comme l'un des principaux auteurs-compositeurs allemands du XIXe siècle et a écrit des œuvres telles que Still as the Night, Twilight, May Bells, Enfant Cheri et The Fountain.

## Biographie
Carl Bohm est l'aîné des huit enfants du docteur Friedrich Eduard Bohm (1810-1887), « professeur de sciences mathématiques » au lycée de Friedrichswerder (1839-1846) à Berlin, lequel, à cause d'une souffrance chronique au cou en 1847, a été reconverti de géomètre en « géomètre royal actif ». 
En raison de son activité professionnelle, Carl Bohm grandit à Königsberg-Neumark et Arolsen, mais reviendra à Berlin plus tard en 1868.
Carl Bohm se fait d'abord fait un nom en tant que pianiste. Il est l'élève de Hans Bischoff, Flodoard Geyer et August Reissmann. Ce n'est que plus tard qu'il commence à composer. Il écrit des opérettes, une œuvre chorale de Hansel et Gretel, des sonates et, surtout, de nombreuses pièces pour violon et piano - jusqu'à un numéro d'opus 330. Ce sont des compositions dites « de salon », qui sont probablement particulièrement populaires à cette époque précédant la radio et la télévision. Les plus connus sont ses arrangements de chansons, y compris sa pièce la plus célèbre Still wie die Nacht (op. 326 no  27), une pièce vocale avec accompagnement au piano, qui peut également être utilisée dans d'autres arrangements (par exemple, pour chœurs, pour deux voix, pour piano, pour orgue, cithare ou trompette). Elle est interprétée par de nombreux chanteurs, comme. Rudolf Schock, Fritz Wunderlich (1965), Heino (1969) et Helge Rosvaenge (1981]) enregistrés sur disques et CD, et également reprise par James Last (1973). Cette chanson d'amour est encore parfois interprétée aujourd'hui lors de mariages religieux.
La spécialité de Bohm est la musique dans une veine plus légère, très différente des œuvres sombres et introspectives de Brahms. Bohm, comme Schubert, est plus qu'un simple auteur-compositeur, composant dans la plupart des genres. Sa musique de chambre, principalement des quatuors et des trios avec piano, est extrêmement populaire à son époque, non seulement parmi les amateurs, mais aussi parmi les ensembles professionnels en tournée.
Carl Bohm épouse en premières noces Anna Lucinde Olga Schmidt (1849-1895) et, après la mort de cette dernière, Jenny Jacoby (1861-1946). Il a une fille née de son premier mariage. 
Carl Bohm est enterré au cimetière de Wilmersdorf à Berlin, où les premières mesures de sa célèbre chanson sont gravées sur sa pierre tombale qui a été conçue par son frère, le constructeur et peintre Adolf Bohm (1854-1939/40). 
L'édition Silvertrust (voir références) précise que Bohm « était certainement très connu de son vivant. Pourtant, aujourd'hui, son nom n'apporte que des regards vides ». Cette curieuse obscurité est plus que jamais confirmée par le fait que le Grove Dictionary of Music and Musicians ne contient aucun article à son sujet. Néanmoins, sa Sarabande en sol mineur reste une pièce d'enseignement standard pour les violonistes et altistes de niveaux moyens. 
L'Oxford Companion to Music mentionne que Bohm était « un compositeur allemand d'une grande fécondité et de la plus haute valeur marchande. . . Il occupa une place importante dans le Commonwealth musical dans la mesure où son éditeur, N. Simrock, déclara que les bénéfices sur ses compositions fournissaient le capital pour la publication de celles de Brahms ».
Le monde de la musique berlinoise mentionne sa musique dans ses rubrique nécrologiques comme : « folklore » et un « style bourgeois-artisanal ».

## Principales œuvres
- Lieder (op. 326; including Nr. 27: "Still wie die Nacht“)
- Salon-Kompositionen (op. 327)
- Klaviertrio G-dur. (Forelle; op. 330 Nr.2)
- Perpetuo Mobile (Kleine Suite 6)
- Introduction and Polonaise
- Moto Perpetuo
- Hausmusik
- Spanischer Tanz
- The Fountain (op. 221) (G major)
- Op.99 Petit Rondeau Brillant (G major)
- Op.102 La Zingana - Hungarian Mazurka
- Op.114 No.5 Sextet From Lucia (Donizetti)
- Op.135 May Bells
- Op.213 Charge of the Uhlans - Grand Galop Militaire
- Op.266 If Thou Thy Heart Wilt Give Me - Melodie
- Op.270 Song of the Swallow
- Op.281 Fairy Dance
- Op.282 Frolic of the Butterflies - Kosender Falter
- Op.302 No.5 La Grace
- Op.305 No.b2 The Dance Queen - Polonaise
- Op.327 No.14 Seguidilla - Spanish Song
- Op.357 No.3 Brise printaniere - Polka brillante
- Op.357 No.4 Rosetta - Fantasie-Mazurka
- Op.362 No.1 Soldaten kommen (Soldiers are Coming) March
- Sarabande in G minor for solo violin